# Gibbonsia
Gibbonsia è un genere di pesci d'acqua salata appartenente alla famiglia Clinidae.

## Distribuzione e habitat
Tutte le specie sono diffuse nell'area del Pacifico orientale.

## Specie
Il genere comprende 4 specie:
- Gibbonsia elegans
- Gibbonsia evides
- Gibbonsia metzi
- Gibbonsia montereyensis